# 빕킹엔 터널
빕킹엔 터널(Wipkingertunnel)은 스위스 취리히시에 있는 철도 터널이다. 터널은 빕킹엔역의 북쪽 끝에서 욀리콘역의 남쪽 입구까지 이어진다. 트윈 1,435mm 표준 게이지 가공 전차선을 사용하여 15kV AC16 2/3Hz로 전철화된 트랙이다. 1902년부터 이 노선은 스위스 연방 철도(SBB)의 일부가 되었다.
터널은 취리히 중앙역에서 발리젤렌을 거쳐 빈터투어까지 이어지는 슈바이처리쉬 노르토스트반(NOB) 노선을 완성하기 위해 1856년에 개통되었다. 터널 외에도 하강 제방을 통해 중앙역의 목구멍에 접근하기 위해 빕킹엔 역 남쪽에 리마트강 위의 다리가 건설되었다. 1890년대에 제방은 우어서질 고가교로 대체되었으며, 이 고가교는 여러 거리와 철도 야적장 및 선을 바덴까지 연결했다. 오래된 제방 경로의 발자국은 오늘날 뢴트겐 거리(Röntgenstrasse)에 의해 점유되고 있다.
건설 당시 터널의 길이는 959m였으며 남쪽 포털은 로젠가르텐 거리(Rosengartenstrasse)에 가깝다. 1990년대에 터널은 기존 철도 절단부를 덮어 남쪽으로 확장되어 새로운 남쪽 포털은 빕킹엔 역 바로 북쪽에 있었다. 확장으로 인해 터널의 길이는 현재 1,200m이다.
빕킹엔 터널은 이제 욀리콘에서 중앙역까지의 3가지 다른 경로 중 하나이다. 각 경로는 중간 능선을 통과하고 욀리콘역 남쪽에 인접한 포털에서 나온다. 빕킹엔 터널과 마찬가지로 케퍼스베르크 터널(1969년 개통)은 중앙역의 서쪽 접근로와 연결되고 바인베르크 터널(2014년 개통)은 동쪽에서 플랫폼을 통해 중앙역의 낮은 층에 접근한다.
바인베르크 터널이 개통된 이후 빕킹엔 터널의 사용은 대부분 장거리 열차에 국한되었으며 대부분의 취리히 S-반 서비스는 바인베르크 또는 케퍼스베르크 터널을 사용한다. 그러나 빕킹엔 역이 계속 제공되도록 30분 간격 S-반 서비스 S24는 빕킹엔 터널을 사용한다. 빕킹엔 노선에서 중앙역의 저층 플랫폼으로 가는 철도 접근이 없기 때문에 S24는 고층 터미널 플랫폼에서 후진해야 하며, 그렇게 하는 유일한 S-반 서비스가 된다.